# Ryska folkets förbund
Ryska folkets förbund (ryska: Союз русского народа/Soyuz russkogo naroda) var ett ryskt högernationalistiskt parti under början av 1900-talet. 
Partiet var rysk-ortodoxt kristet, främlingsfientligt och monarkivänligt (lojala gentemot Huset Romanov). Partiets ledare var doktor Aleksandr Dubrovin, och en annan förgrundsfigur inom partiet var Vladimir Purisjkevitj.

## Historia
Ryska folkets förbund bildades i november 1905, i kölvattnet av Oktobermanifestet som utfärdades av tsar Nikolaj II den 17 oktober 1905. Partiets politik låg förankrad i storrysk nationalism och tog sig ofta uttryck i agg mot bland annat judar och ukrainare.
Ryska folkets förbund samlade medlemmar från en bred och brokig skara av människor: allt från adelsmän, kyrkomän och intellektuella till butiksägare, bönder och banditer. Partiets paramilitära gren (i.e. "gatans parlament") kallades för svarta sotnjerna (eller "svarta hundradena").
En av partiets nyckelmedlemmar och även medlem av svarta sotnjerna, Pavel Krusjevan, publicerade för första gången den ökända propagandaskriften Sion vises protokoll i sin tidning Znamya 1903.
Partiet upplöstes efter bolsjevikernas maktövertagande 1917 och partiledaren Dubrovin sattes under arrest (och dog inte långt därefter).

## Bildgalleri

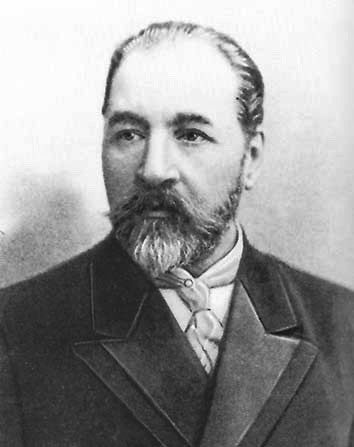
Aleksandr Dubrovin
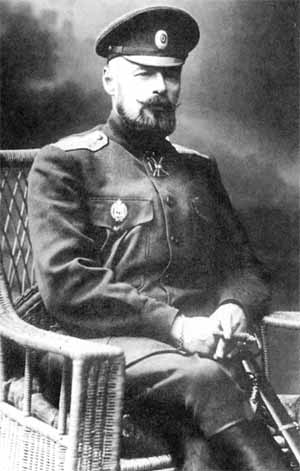
Vladimir Purisjkevitj
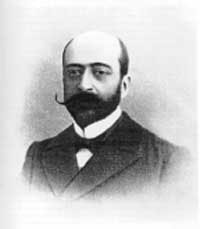
Pavel Krusjevan